# Lazaridisita
La lazaridisita és un mineral anomenat per Stathis Lazaridis, un col·leccionista de minerals que contribuí de manera significativa a l'estudi de les seqüències paragenètiques dels dipòsits de Làurion. És l'hidrat de cadmi més baix que es coneix a la natura; els hidrats superiors són la voudourisita i la drobecita.

## Característiques
La lazaridisita és un mineral de fórmula estructural 3CdSO₄·8H₂O. Cristal·litza en el sistema monoclínic. La seva duresa a l'escala de Mohs és 3.

## Formació i jaciments
El mineral es forma en la zona d'oxidació de menes de plom i zinc (galena i esfalerita principalment), i presenta relació amb altres minerals secundaris de cadmi. Es va trobar a la mateixa localitat tipus que la niedermayrita. Actualment el mineral tipus es troba a les col·leccions de l'Institut de Mineralogia i Cristal·lografia de la Universitat de Viena, amb el número de catàleg HS13.077.